# La núvia (Kill Bill)
Beatrix Kiddo (principalment coneguda com la núvia), àlies Mamba Negra, és la protagonista de la pel·lícula de dues parts Kill Bill dirigida per Quentin Tarantino. És interpretada per Uma Thurman i va ser seleccionada per la Revista Imperio com una de Els 100 més grans personatges de pel·lícules de tots els temps. També la revista Entertainment Weekly la va nombrar com una dels 100 personatges més grans dels últims 20 anys.

## Creació
Segons Uma Thurman, el personatge va ser creat durant la filmació de Pulp Fiction, i va ser ella mateixa qui va posar el nom i Tarantino qui va posar-ne el cognom. Després de la realització de Kill Bill: Volum 2, Tarantino va comentar que "estima la núvia" i que "mataria per posar-la en un bon lloc" en el final de la pel·lícula de dues parts.
Tarantino va dir que va guardar la major part del desenvolupament del personatge per a la segona part: "Quant a la primera part, no volia fer-la simpàtica. Volia fer-la aterridora". Thurman va citar l'actuació de Clint Eastwood a El bo, el lleig i el dolent com a inspiració central per a la seva interpretació perquè, segons diu, Eastwood "no diu gairebé res, però d'alguna manera se les arregla per interpretar un personatge íntegre".

## El passat de Beatrix Kiddo
Kiddo és una ex membre de l'Esquadró Assassí Víbora Letal, un obscur grup d'elit d'assassins. Ella hi va treballar com a mà dreta de Bill (David Carradine), el seu cap i amant, una posició que va provocar una furiosa enveja a Elle Driver (Daryl Hannah), membre del mateix grup.
Kiddo, una mestra del hung gar, un estil de kung fu, és l'única "víbora" que ha après la tècnica del Dim mak, un mètode per matar una persona ràpidament colpejant cinc punts de pressió al voltant del cor amb el tou del dit. Després que la víctima doni cinc passos, li explota el cor i cau morta. Pai Mei (Gordon Liu), un llegendari mestre d'arts marcials suposadament es va negar a ensenyar aquesta tècnica (diu que és "el cop més mortal de totes les arts marcials") a Bill o a qualsevol altra persona. No obstant això, la determinació de Kiddo li fa guanyar-se'n el seu respecte, i ell li acaba ensenyant la tècnica prohibida - un secret que Kiddo reté a Bill fins que es troben en el seu enfrontament final.

## Kill Bill: Volum 1
Els següents esdeveniments estan descrits en ordre cronològic. Quant a l'estil estàndard de Tarantino (narrativa no lineal), la pel·lícula no narra la història cronològicament.
Kiddo és vista per primer cop el dia de l'assaig del seu casament a una zona rural de l'estat de Texas, embarassada i vivint sota el nom d'Arlene Machiavelli, després d'haver deixat abandonat en Bill i les víbores. Bill la troba, però, això no obstant, es cola a l'assaig de la boda amb les víbores i assassinen tothom de dins. Bill llavors li dispara al cap, deixant-la en un estat de coma. Just abans que Bill li dispari, ella li diu que el fill que espera és seu.
Beatrix roman en estat de coma durant quatre anys, durant els quals és violada i prostituïda per un malalt, un home anomenat Buck (Michael Bowen). Després d'haver estat picada per un mosquit, es desperta moments abans que Buck porti un home que intentaria violar-la. Ella mata Buck i el seu potencial violador i roba la seva camioneta. Després de recuperar la sensibilitat de les seves extremitats atrofiades, comença una missió de venjança contra les altres víbores.
Després viatja a Okinawa, on convenç el llegendari ferrer Hattori Hanzo (Sonny Chiba) per abandonar el seu retir i forjar una katana per a ella. Després d'aconseguir l'espasa, Kiddo arriba a la Casa de les Fulles Blaves, on té la intenció de matar O-Ren Ishii (Lucy Liu), que és ara la cap de la yakuza a Tòquio.
Kiddo rapta l'advocada i amant d'O-Ren, Sofie Fatale (Julie Dreyfus), i la porta fins a O-Ren, on li talla el braç esquerre a Sophie i desafia O-Ren a un duel. Primerament, Kiddo mata els sis membres dels 88 Maníacs que estaven amb O-Ren i a continuació es baralla amb la guardaespatlles d'O-Ren, Gogo Yubari (Chiaki Kuriyama)) en un sol combat, matant-la també. La resta dels 88 maníacs - dirigits per Johnny Mo - arriben. Ella els mata, els fereix i els esquartera. A continuació, s'enfronta a O-Ren en una lluita dramàtica de katanes en un jardí cobert de neu. Al final del duel, Kiddo talla la part superior del cap d'O-Ren, matant-la.
Després de matar O-Ren, Kiddo tortura Sofie Fatale per pressionar-la a dir la ubicació de la resta de les víbores. A continuació, l'enviar rodant per un turó fins a un hospital perquè rebi atenció mèdica i així pugui dir a Bill el que ha passat. Bill revela que el fill de Kiddo està en realitat viu.
Després, Kiddo es troba amb Vernita Green (Vivica A. Fox), que ha renunciat a la seva vida com a assassina a sou i va començar de nou en un tranquil barri suburbà amb el seu marit i la seva filla. Kiddo apareix a la seva porta i l'involucra en una baralla brutal. No obstant això, durant la baralla, la filla de Green, Nikki, arriba de l'escola, i Kiddo no està disposada a matar Green davant de la seva filla. Vernita intenta disculpar-se pel que havia fet, però Kiddo és implacable. Green li dispara amb una pistola oculta en una zaixa de cereals, però falla, i Kiddo llença ràpidament un ganivet, matant-la. Nikki va a la cuina just a temps per veure Kiddo matant la seva mare. Kiddo li diu a la petita que no era la seva intenció matar Vernita davant d'ella; i que si ella desitja venjar la mort de la seva mare quan sigui gran, ella l'estarà esperant.

## Kill Bill: Volum 2
El volum 2 dona més detalls de les circumstàncies del tiroteig de Kiddo. Mentre es troba en una missió d'assassinat per matar Lisa Wong, Kiddo descobreix que està embarassada de Bill. Immediatament després, s'enfronta a Karen Kim, una assassina enviada per Lisa Wong per matar-la. Durant l'enfrontament resultant, Kiddo convenç Karen per recollir la prova d'embaràs positiva del terra. Les dues estan d'acord a avortar llurs missions i tornar a casa. Kiddo escapa i talla el contacte amb Bill i l'Esquadró Assassí Víbora Letal, assumint una nova identitat com Arlene Machiavelli. Ella es compromet amb Tommy Plympton i comença una nova vida treballant en una tenda de segona mà a El Paso, Texas. Bill la troba en el dia del seu assaig de boda i pretén donar-li la seva benedicció. Poc després, apareixen les víbores, massacrant a tots els present a l'assaig de boda a la capella, i Bill dispara a Kiddo al cap, deixant-la en estat de coma.
La pel·lícula torna llavors en el punt en què el volum 1 ho va deixar. Després de matar O-Ren Ishii i Vernita Green, Kiddo va a la recerca de Budd (Michael Madsen), el germà d'en Bill. Roman a l'aguait sota el remolc de Budd, surt i es col·loca a la porta d'entrada de Budd, que li dispara al pit amb una escopeta carregada amb sal de roca. Després li dona un sedant i truca a Elle Driver, l'arxirival de Kiddo dins de l'Esquadró, per negociar un preu per la katana de Kiddo. Budd i un còmplice la porten llavors a un cementiri i l'enterren viva. Durant el seu empresonament, recorda les seves sessions de rigorós entrenament sota la tutela del mestre d'arts marcials, Pai Mei. Usant una de les moltes tècniques que d'ell va aprendre, Kiddo trenca el taüt i torna a la caravana de Budd, alhora que Driver arriba per reclamar la katana de Hattori Hanzo. Driver amaga una mamba negra en el maletí amb els diners que li porta, que mata Budd. Kiddo aconsegueix colpejar Driver i s'involucra en una batalla feroç. Amb la katana de Kiddo, Driver sembla guanyar avantatge, però Kiddo veu la katana de Hanzo de Budd i l'utilitza. Durant la lluita, Driver es burla de Kiddo, dient-li que ella (Driver) va matar Pai Mei. Enfurismada, Kiddo li arrenca l'altre ull a Driver, que és bòrnia, deixant-la completament cega, i l'abandona a l'interior del remolc amb la mamba negra encara a l'interior. Després d'això, Kiddo persegueix el seu objectiu final: en Bill.
Quan el troba, a partir de la informació proporcionada per Esteban Vihaio (Michael Parkes), descobreix que el seu fill, B. B. (Perla Haney-Jardine), a qui donava per mort, és viu i fora de perill. Passen la nit junts com una família fins que B. B. va a dormir, i llavors Bill i Kiddo xerren. Bill dispara a Kiddo amb un sèrum de la veritat. Bill explica - amb l'ajuda de Superman com a analogia - que fins i tot casant-se i vivint una vida normal, mai no seria capaç de canviar la seva verdadera naturalesa. Beatrix admet que ella va marxar perquè volia que la seva filla tingués l'oportunitat d'una vida normal, però que en el fons sap que potser mai no la tindrà.
Al final de la conversa, una breu lluita sobrevé quan Kiddo colpeja fatalment Bill, usant la tècnica dels "cinc punts i palmes que fan explotar el cor". Abans que Bill mori, els dos es perdonen mútuament i queden en pau. A continuació, camina cinc passes i cau al terra, mort. Kiddo desapareix llavors amb B. B. enmig de la nit. L'escena final mostra Kiddo i B. B. conduir cap al capvespre per començar una nova vida.

## Impacte cultural
Beatrix Kiddo va ser ben rebuda per l'audiència. La revista Empire va classificar el personatge en el lloc 66è de 100 en la seva llista de Els 100 personatges de pel·lícules més grans de tots els temps. La revista Entertainment Weekly també va nombrar la núvia en el lloc 99 en la seva llista de 2010 de Els 100 personatges de pel·lícules més grans dels últims 20 anys.
L'any 2013, els investigadors van nomenar una nova espècie de Vespa parasitoide, Cystomastacoides kiddo, utilitzant el nom del personatge, declarant que el nom va ser inspirat en "l'anatomia mortífera [de la vespa] en el seu hoste."